# Банк Замбії
Банк Замбії (англ. Bank of Zambia) —— центральний банк Замбії.

## Історія
У 1956–1965 роках право емісії на територіях Південної Родезії, Північної Родезії і Ньясаленда (сучасні Зімбабве, Замбія і Малаві) належало Банку Родезії і Ньясаленда.
7 серпня 1965 року заснований Банк Замбії.